# David Greenwood
David Murphy-Kasim "Dave" Greenwood (Lynwood, California, 27 de mayo de 1957-8 de junio de 2025) fue un jugador de baloncesto estadounidense. Con 2,06 metros de estatura, jugaba en el puesto de ala-pívot.

## Trayectoria deportiva

### Universidad
Jugó durante cuatro temporadas con los Bruins de la Universidad de California en Los Ángeles, en las que promedió 14,7 puntos y 7,8 rebotes.

### Profesional
Fue elegido en la segunda posición del Draft de la NBA de 1979 por Chicago Bulls, siendo elegido detrás de un jugador que acabaría convirtiéndose en leyenda como Magic Johnson. Jugaría 12 temporadas en la NBA, promediando 10,2 puntos y 7,9 rebotes. Sus primeras seis temporadas jugaría para los Bulls, coincidiendo la última de ellas con Michael Jordan. Sería traspasado a San Antonio Spurs a cambio de George Gervin, jugando en el equipo texano durante cuatro años. Sus últimas temporadas como profesional jugaría en tres equipos durante 3 años, primero en los Denver Nuggets, Detroit Pistons, donde consigue el anillo de campeón con los bad boys, retirándose en San Antonio Spurs en el año 1991 cuando contaba con 34 años.

## Estadísticas de su carrera en la NBA
|  | Denota temporadas en las que fue Campeón de la NBA |

### Temporada regular
| Año     | Equipo      | PJ  | PT  | MPP  | %TC  | %3P  | %TL  | RPP  | APP | ROB | TPP | PPP  |
| ------- | ----------- | --- | --- | ---- | ---- | ---- | ---- | ---- | --- | --- | --- | ---- |
| 1979-80 | Chicago     | 82  | 82  | 34.0 | .474 | .143 | .810 | 9.4  | 2.2 | .7  | 1.6 | 16.3 |
| 1980-81 | Chicago     | 82  | 82  | 33.0 | .486 | .000 | .748 | 8.8  | 2.7 | .9  | 1.5 | 14.4 |
| 1981-82 | Chicago     | 82  | 82  | 35.5 | .473 | .000 | .825 | 9.6  | 3.2 | .9  | 1.1 | 14.6 |
| 1982-83 | Chicago     | 79  | 61  | 29.8 | .455 | .000 | .708 | 9.7  | 1.9 | .7  | 1.1 | 10.0 |
| 1983-84 | Chicago     | 78  | 76  | 34.8 | .490 | .000 | .737 | 10.1 | 1.8 | .9  | .9  | 12.2 |
| 1984-85 | Chicago     | 61  | 28  | 25.0 | .458 | .000 | .713 | 6.4  | 1.3 | .6  | .3  | 6.1  |
| 1985-86 | San Antonio | 68  | 74  | 28.1 | .510 | .000 | .772 | 7.8  | 1.3 | .5  | .8  | 7.9  |
| 1986-87 | San Antonio | 79  | 78  | 32.7 | .513 | .500 | .785 | 9.9  | 3.0 | .9  | .6  | 11.9 |
| 1987-88 | San Antonio | 45  | 40  | 27.5 | .460 | .000 | .748 | 6.7  | 2.2 | .7  | .5  | 8.6  |
| 1988-89 | San Antonio | 38  | 15  | 24.0 | .425 | —    | .800 | 6.3  | 1.4 | .8  | .6  | 7.7  |
| 1988-89 | Denver      | 29  | 3   | 16.9 | .419 | —    | .676 | 5.7  | 1.4 | .6  | 1.0 | 5.9  |
| 1989-90 | Detroit     | 37  | 0   | 5.5  | .423 | —    | .552 | 2.1  | .3  | .1  | .2  | 1.6  |
| 1990-91 | San Antonio | 63  | 11  | 16.2 | .503 | .000 | .734 | 3.5  | .8  | .5  | .4  | 3.8  |
| Total   | Total       | 823 | 582 | 28.4 | .477 | .138 | .765 | 7.9  | 2.0 | .7  | .9  | 10.2 |

### Playoffs
| Año   | Equipo      | PJ | PT | MPP  | %TC   | %3P  | %TL  | RPP | APP | ROB | TPP | PPP  |
| ----- | ----------- | -- | -- | ---- | ----- | ---- | ---- | --- | --- | --- | --- | ---- |
| 1981  | Chicago     | 6  | —  | 35.3 | .586  | .000 | .417 | 7.3 | 1.8 | 1.5 | .8  | 17.8 |
| 1985  | Chicago     | 4  | 4  | 34.8 | .536  | —    | .800 | 7.8 | 1.3 | 1.5 | 1.0 | 9.5  |
| 1986  | San Antonio | 3  | 3  | 33.7 | .522  | —    | .750 | 6.0 | 1.0 | 1.0 | .3  | 10.0 |
| 1989  | Denver      | 3  | 0  | 11.3 | .333  | —    | .500 | 3.7 | .3  | .3  | .3  | 1.7  |
| 1990  | Detroit     | 5  | 0  | 9.4  | .500  | —    | .250 | 1.8 | .0  | .4  | .1  | 1.0  |
| 1991  | San Antonio | 1  | 0  | 5.0  | 1.000 | —    | —    | 2.0 | 2.0 | .0  | .0  | 2.0  |
| Total | Total       | 22 | 7  | 24.5 | .557  | .000 | .583 | 5.2 | 1.0 | 1.0 | .5  | 8.5  |